# Estreito de Dampier (Papua-Nova Guiné)

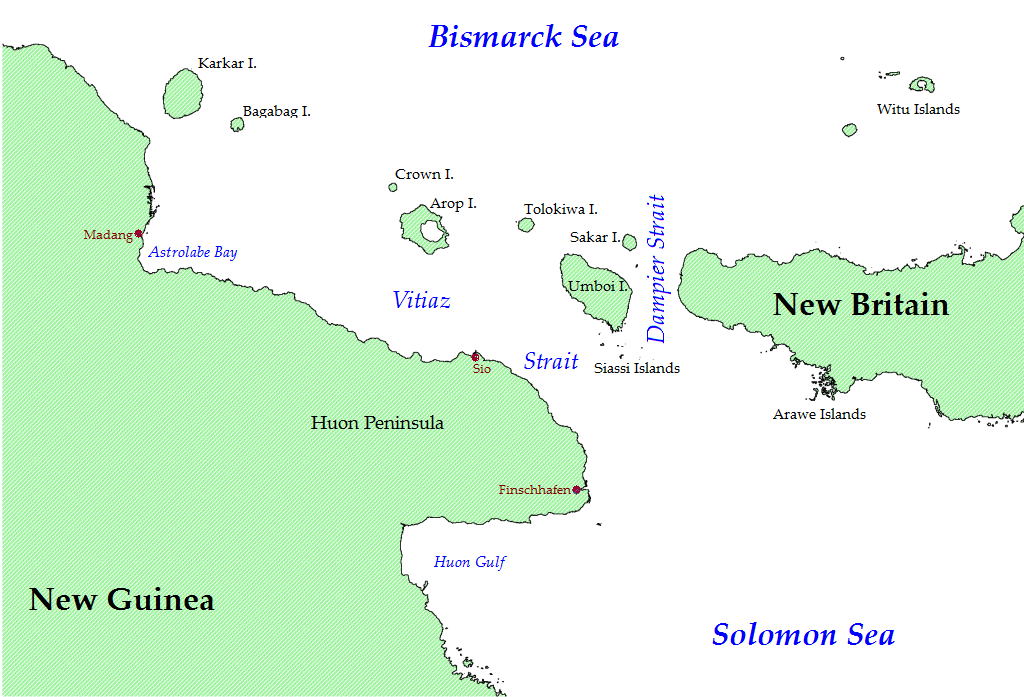
Nordeste da Nova Guiné e Arquipélago de Bismarck.

O estreito de Dampier é um dos dois estreitos entre a Nova Bretanha e a Península de Huon, no norte da Nova Guiné. O outro é o estreito de Vitiaz, e entre os dois fica a ilha Umboi.
O estreito de Dampier recebeu o seu nome em homenagem a William Dampier, o primeiro europeu a navegar pelas suas águas, em 1700.